# La Smorfia (cabaret)
(Lello Arena nello sketch la Natività, 1977)

Enzo Decaro, Lello Arena e Massimo Troisi

La Smorfia è stato un gruppo cabarettistico napoletano italiano attivo negli anni settanta e ottanta.
Il trio, originariamente denominato I Saraceni, era formato da Massimo Troisi, Lello Arena ed Enzo Decaro e basava la propria comicità su sketch che, prendendo spunto dalle situazioni quotidiane della Napoli dell'epoca, puntavano l'indice su temi disparati quali la religione, l'occupazione (e disoccupazione), il folklore e le tradizioni ormai anacronistiche, ma ancora vive soprattutto nel napoletano.
Dopo buone affermazioni teatrali anche fuori dell'ambito locale il trio conobbe il suo massimo periodo di notorietà quando fu protagonista della trasmissione televisiva Non stop e della successiva La sberla.

## Storia

### Le origini
Il gruppo originario era composto da, oltre ai già citati Massimo Troisi e Lello Arena, anche da Nico Mucci e Valeria Pezza. Tutti i membri erano amici d'infanzia e cominciarono a esibirsi nel teatro parrocchiale della chiesa di Sant'Anna e poi in un garage in via San Giorgio Vecchio 31, che verrà chiamato Centro Teatro Spazio. Al gruppo si aggiungerà successivamente anche Vincenzo Purcaro, che più tardi cambierà il suo cognome in Decaro. Nel 1976 il trio lasciò il teatro di periferia per debuttare al Sancarluccio di Napoli, nel quale si erano in precedenza esibiti Benigni e Leopoldo Mastelloni, con i suoi personaggi in travestimento. Le pressioni di Decaro convinsero gli altri due a mutare il proprio nome artistico in La Smorfia.
Tutti i membri del gruppo «non riuscivamo a trovare un lavoro, come succede a tanti ragazzi a Napoli» e avevano molto a cuore sia il teatro che l'amicizia con i loro compagni di spettacolo. Troisi dovette lasciare il gruppo per sottoporsi negli Stati Uniti a un intervento chirurgico al cuore e furono proprio i suoi amici del Centro Teatro Spazio a procuragli i soldi per l'operazione attraverso una colletta: «Quando mi servivano tanti milioni per farmi l'operazione al cuore, i miei amici li hanno trovati in due settimane».

### I Saraceni
Quando Troisi rientrò dagli Stati Uniti il gruppo del Centro Teatro Spazio si assottigliò e nacque quello de I Saraceni, composto soltanto dai già citati Troisi, Arena e Decaro. Troisi raccontò così il trio: «Lello, Enzo e io stiamo insieme, artisticamente parlando, da un paio d'anni. A unire tre tipi come noi è stata la constatazione che non esisteva un cabaret propriamente napoletano. Ma recitiamo da sempre, da napoletani veraci. Si, abbiamo sempre fatto spettacolo, non solo in scena, ma anche a scuola, per la via, nella vita spicciola di ogni giorno. Lello e io ci conosciamo fin da ragazzini. E insieme, qualche anno fa abbiamo cominciato a fare teatro. Teatro sperimentale, mescolando Eduardo e Fo, Viviani e gli attori d'avanguardia. Un bel minestrone, ma ci è stato utilissimo per farci le ossa. Enzo invece viene da esperienze artistiche diverse. Suona molto bene la chitarra, canta altrettanto bene... così ci siamo detti: visto che non esiste un cabaret propriamente napoletano, perché non ci mettiamo alla prova? Così abbiamo preparato una serie di numeri, di sketch, in chiave cabarettistica, ma senza mai perdere di vista la realtà, troppo spesso cruda, amara, di una città come la nostra».
Lello Arena dichiarò che lo scopo principale del trio era quello di indurre il pubblico a ridere di sé stesso attraverso importanti capovolgimenti: «Ribaltiamo il valore comunemente attribuito a oggetti, frasi, situazioni e mettiamo in ridicolo certi stereotipi verbali e di comportamento di cui ognuno di noi si serve criticamente. Insomma inducendo il pubblico a ridere sul capovolgimento di certi canoni logici, lo costringiamo contemporaneamente a ridere di se stesso, per meglio analizzarsi e conoscersi».
Il gruppo, come rivelò Arena, lavorava principalmente nella camera da letto di Troisi: «Quando ci riunivamo per scrivere, il posto dove si scriveva era il letto di Massimo, perché lui non si alzava mai e infatti sul letto stazionavano fogli, macchine per scrivere [...] insomma tutto l'occorrente. Tutto era stanziale, nel senso che stavamo tutti nella camera da letto di Massimo, qualche appunto, cartacce dappertutto e lunghi silenzi, potevamo stare zitti anche per tre ore». Le idee per gli sketch erano per la maggior parte improvvisate oppure ispirate a eventi reali. Enzo Decaro raccontò: «Ciascuno pensava per conto suo e non voleva dire per primo quello che aveva pensato, aspettava che fosse un altro a parlare. Poi si lavorava, si confrontava, si sceglieva il meglio prima di arrivare a un canovaccio da provare in scena. Solo dopo l'esito con il pubblico si arrivava allo sketch definitivo. E gli spunti potevano venire da qualunque cosa. Una volta a Natale, proprio alla Rai, vidi un presepe con due buoi. Chiesi al custode e lui senza turbarsi mi disse: 'Questo abbiamo trovato'. Da lì venne lo sketch della Natività. Un'altra volta Lello arrivò tutto agitato, aveva sognato che dal Vesuvio non usciva più lava, ma purea di patate, una splendida soluzione al problema della fame. Poi le improvvisazioni, che qualche volta Massimo ci faceva per dispetto. Una volta gli si aprì in scena la tuta nera che portava sempre. Cercavo di fargli capire a segni che aveva il petto nudo, lui faceva finta di niente poi disse 'Non hai mai visto una scollatura Saint-Tropez?'. Il pubblico rise e diventò una battuta dello spettacolo».
Dopo alcuni spettacoli al Teatro Sancarluccio di Napoli il gruppo si recò a Roma. La sera del 21 aprile 1978 Enzo Decaro si recò al cabaret romano La Chanson di largo Brancaccio per assistere a uno spettacolo, salvo poi scoprire che gli attori si erano ammalati. Decaro ebbe un lampo di genio. Avvicinò Marcello Casco, proprietario del locale, che era disperato, e gli parlò del suo gruppo. I Saraceni, dunque, debuttarono nel locale romano quella sera stessa. Il successo fu di tali proporzioni che il gruppo rimase in cartellone per ben tre mesi.

### La Smorfia

La Smorfia al lavoro nel programma televisivo Luna Park.

Dopo il loro debutto al Sancarluccio di Napoli il trio aveva cambiato nome in La Smorfia. Seguirono alcune spettacoli nei palcoscenici italiani, e, nel 1979, la prima esibizione a Luna Park condotto da Pippo Baudo. Troisi spiegò la scelta di questo nome in un'intervista dell'epoca: «Perché ci chiamiamo la Smorfia? È un riferimento, tipicamente napoletano, a un certo modo di risolvere i propri guai: giocando al Lotto, e sperando in un terno secco [...] la "smorfia", infatti, non è altro che l'interpretazione dei sogni e dei vari fatti quotidiani, da tradurre in numeri da giocare a lotto».
Nel 1978, dopo i tre mesi trascorsi a Roma, il gruppo fu notato da Bruno Voglino e Mario Pogliotti, due funzionari della RAI. Il trio fu sottoposto ad alcuni "esami" da Enzo Trapani e da Giancarlo Magalli, rispettivamente regista e autore dei testi del programma televisivo Non stop. Nello stesso anno arrivò il debutto televisivo. La Smorfia prese parte, dopo Non stop, anche a una puntata de La sberla e poi Luna Park, il programma del sabato sera di Pippo Baudo, dove il gruppo ebbe un suo "siparietto" fisso, con tanto di teatrino. L'ultimo spettacolo teatrale del trio è Così è (se vi piace), citazione del Così è (se vi pare) di Luigi Pirandello.
Il 3 aprile 1979 La Smorfia debutta al Teatro Tenda di piazza Mancini di Carlo Molfese. Le repliche previste per una sola settimana, visto lo straordinario successo, si protrassero per diverse settimane e proseguirono prima al Teatro Olimpico e poi al Teatro Giulio Cesare. L'ultima apparizione televisiva del gruppo risale al 1980 nel programma di Antonello Falqui Giochiamo al varieté.

### La divisione del gruppo
Dopo lo spettacolo teatrale Così è (se vi piace) il trio si sciolse definitivamente.
Massimo Troisi, che avrebbe debuttato al cinema pochi anni dopo con Ricomincio da tre, rivelò che i motivi principali che spinsero il gruppo a dividersi fu sia l'esigenza di cambiare e anche perché tra lui ed Enzo Decaro si erano create divergenze sul piano artistico: «Mentirei se dicessi che l'intesa è venuta meno solo sul piano artistico. In effetti si erano create anche delle divergenze sul piano dei rapporti umani, specialmente tra me e Decaro. Siamo fatti diversamente, non so chi abbia ragione, ma al punto in cui eravamo occorreva un out definitivo. Poi c'è stato anche il fatto che non riuscivo più a scrivere mini atti per tre. Diciamo la verità: La Smorfia mi limitava. Per me che intendo dire tante cose, era come muovermi in un cerchio chiuso. Avrei potuto adagiarmi, tirare avanti per altri 4-5 anni e fare un sacco di soldi». Non a caso Troisi contatterà solo Lello Arena per una parte in Ricomincio da tre e il successivo Scusate il ritardo.
Anche Decaro mostrò preoccupazioni sul futuro del trio e ammise più tardi che fu meglio dividersi all'apice del successo piuttosto che scivolare nella ripetizione: «È durata cinque, sei anni, poi gli impegni diversi, il cinema e quindi la separazione, dolorosa come tutte le separazioni, ma inevitabile, e al momento giusto, nel pieno del successo, senza il tempo di scivolare nelle ripetizioni. Abbiamo avuto la fortuna di dire, attraverso il teatro, quello che ci sentivamo di comunicare, senza compromessi. Non siamo stati capiscuola, ma pionieri sì, abbiamo scardinato gli schemi della comicità. Non abbiamo "eredi" oggi, ma i Guzzanti, gli Aldo, Giovanni e Giacomo forse devono a noi l'avere fatto da breccia in un nuovo umorismo».

## Gli sketch

### L'inizio
Il trio cerca di incominciare lo spettacolo un po' diversamente dal solito. Lello Arena ed Enzo Decaro concordano di non volere cominciare con il presentatore in microfono. Massimo Troisi arriva in un secondo momento e sostiene, diversamente dai suoi colleghi, che il presentatore in microfono è un elemento importante per lo spettacolo. La discussione prosegue per qualche minuto e, alla fine, Troisi viene interrotto dalle proteste di Lello ed Enzo che lo cacciano a spintoni, seguendolo dietro al sipario.
- Personaggi: Troisi, Arena e Decaro interpretano sé stessi.
- Data: 1979[20].

### Il cabaret

La Smorfia durante lo sketch Il cabaret (1977).

Enzo, sul palco con una chitarra, spiega il cabaret, una forma di spettacolo che combina teatro, canzone, commedia e danza. Troisi interrompendo Enzo, dichiara di essere preparatissimo e decide di continuare. Ma, tuttavia, le arie di Troisi vengono a galla; lui non sa proprio nulla sul cabaret. Lello continua, ma tra i due nasce un litigio. Il sipario si chiude.
- Personaggi: Troisi, Arena e Decaro interpretano sé stessi.
- Data: 1977[21].

### San Gennaro
Massimo Troisi e Lello Arena si trovano in chiesa, per chiedere la grazia a san Gennaro. I due si contrastano a vicenda. Solo l'interruzione del prete, interpretato da Enzo, riuscirà a farli smettere. La grazia richiesta era un ambo al Lotto e non appena i due se ne vanno anche il prete chiede la grazia di una vincita.
- Personaggi: Troisi e Arena interpretano due persone che si trovano in chiesa per la grazia a san Gennaro, Decaro interpreta il prete.
- Data: 1977[23].

### Ketty
Troisi, Arena e Decaro sono scalcagnati artisti abituati a frequentare feste di piazza e matrimoni. Enzo, seduto al pianoforte, comincia a suonare, mentre Massimo, che indossa un abito femminile di raso e tulle di colore rosa, si mette una parrucca da donna. Lello, in smoking rosa e calzoni neri, interpreta il ruolo di prestigiatore. Lello presenta Massimo, ora nella parte della sua assistente "Ketty", e comincia lo spettacolo. Alla fine, a causa di alcuni problemi, lo spettacolo prende una piega diversa che si conclude con una canzone del trio.
- Personaggi: Troisi interpreta "Ketty", Arena interpreta un prestigiatore e Decaro un pianista.
- Data: 1977[25].

### Napoli
Troisi parla di Napoli, dei suoi abitanti e dei problemi del luogo.
- Personaggi: Troisi interpreta sé stesso.
- Data: 1977[27]

### Tra tutte te

La Smorfia nello sketch Tra tutte te (1977).

Enzo, con la chitarra, comincia a parlare con il pubblico, chiamando Massimo per aiutarlo mentre Lello Arena, con la sua comicità surreale, li interrompe. Enzo incoraggia l'amico nel cantare una canzone (Tra tutte te), di cui in realtà, Troisi non sa nulla. Alla fine, stufo, Enzo esce di scena, per poi tornare con Lello e cantare una canzone napoletana.
- Personaggi: Troisi, Arena e Decaro interpretano sé stessi.
- Data: 1977[29].

### La sceneggiata
Don Gennarino Parsifàl è il guappo del vicolo Scassacocchi. Per un affronto subito dal pavido rivale Ciro il Napoletano gli uccide la madre. Ciro, sconvolto, medita vendetta e si prepara al fatale incontro, che porterà alla soluzione finale della sceneggiata. Ma chi ammazzerà il cattivo, per poi diventare a sua volta cattivo? È una domanda che rimarrà senza risposta.
- Personaggi: Troisi interpreta Ciro il Napoletano e sua madre, Arena interpreta Don Gennarino e Decaro interpreta il narratore con la chitarra.
- Data: 1980[31]

### L'attore
Arena e Troisi sono due aspiranti attori. Partecipano a un provino. Il regista mette in difficoltà Troisi, domandandogli su cosa si intersechi la Divina Commedia. Troisi si dimostra in serie difficoltà ma, stranamente, riesce a superare la difficile prova. Per chiarire il tutto si scopre che il regista è effeminato e Troisi, dopo avere ricevuto un invito da quest'ultimo, sequestra la chitarra a Lello per sbattergliela in testa.
- Personaggi: Troisi e Arena sono due aspiranti attori e Decaro il regista.
- Data: 1979[33].

### La fine del mondo

La Smorfia durante lo sketch La fine del mondo (1979). Nella foto Troisi imita il famoso minollo, mentre Arena e Decaro sono rispettivamente il patriarca e Cam.

Troisi cerca di salire sull'arca del patriarca, unico uomo (assieme al figlio Cam) destinato a salvarsi dal diluvio per ordine di Dio. Troisi - pur di essere accettato - finge di essere un animale, menzionandone alcuni di tipo immaginario, tra i quali il minollo. Alla fine convince il patriarca e suo figlio ad accoglierlo sull'arca promettendogli di narrare le proprie avventure galanti e di fornire materiale "piccante".
- Personaggi: Troisi interpreta una persona che cerca di salire con l'inganno sull'arca, Arena interpreta il patriarca, Decaro interpreta Cam, il figlio del patriarca.
- Data: 1979[35]
- Ispirazione: L'animale menzionato da Troisi, il Minollo, non esiste realmente ma è un animale immaginario inventato proprio dall'attore napoletano. Sempre in tale rappresentazione Massimo Troisi tenta anche un improbabile travestimento da "minollo", sempre allo scopo di potere entrare nell'arca[36]. Ovviamente non è ben chiaro come sia fatto un minollo; certamente è bipede (come d'altronde Massimo Troisi), ha un lungo naso (che peraltro non si vede mai) e due grosse orecchie, "casualmente" somiglianti a un foglio di un quotidiano accartocciato. Successivamente il termine si è diffuso in gran parte del meridione d'Italia come appellativo scherzoso e canzonatorio entrato anche in molti modi di dire e proverbi con diversi significati. Per esempio «andare a caccia di minolli» vuol dire "perdere tempo", «fare i minolli» vuol dire "fare un buco nell'acqua", e così via. Nel centro Italia "minollo" è invece abbinato a "minorenne" o "bambino cresciuto": «fare il minollo» si dice a chi si comporta come un bambino nonostante sia abbastanza grande e maturo per non doverlo fare. È bene precisare, però, che il termine minollo non è stato inventato da Troisi, bensì fa parte della classica storia marinaresca. I minolli erano i facchini della zavorra delle navi[37]. Oltre ai già citati Minolli, Troisi menziona i Rostocchi, altri animali immaginari, che l'attore tenta di imitare quando sente che i minolli già ci stanno[38].

### II pazzo
Monologo di Troisi nella parte di un pazzo che è stato appena ricoverato in un manicomio.
- Personaggi: Troisi interpreta un pazzo.
- Data: 1979[40]

### Angelo e Diavolo
Troisi è un giovane sfortunato. Per diventare ricco si converte al regno degli inferi. Il suo angelo custode cerca di fargli cambiare idea, ma la persona assegnata non ne vuole sapere. Ma, alla fine, Troisi viene smascherato dal Diavolo, il quale riesce a farlo cadere in trappola domandandogli se conosce Sodoma e Gomorra.
- Personaggi: Troisi interpreta un giovane sfortunato, Arena il suo angelo custode e Decaro il Diavolo.
- Data: 1979[42].

### La favola
Un principe azzurro è stato trasformato con un aspetto non degno del suo rango e chiede al mago Lox di aiutarlo per sconfiggere il colpevole della trasformazione, utilizzando una mela avvelenata. In aiuto del principe giunge anche un popolano (o villico), che però, per uno sfortunato incidente, mangia la mela e muore. Infine anche il principe finisce per mangiare la mela e seguire il compagno.
- Personaggi: Troisi interpreta un villico, Arena interpreta il principe azzurro e il re, Decaro interpreta il mago Lox e il banditore.
- Data: 1979[44]

### II commissario
Troisi viene accusato per un motivo misterioso. Per incriminare Massimo il commissario Lello fa intervenire l'ostetrico, unico ad avere assistito al reato; per cercare di non essere messo in galera Troisi inventa la storia di una ragazza, amante dello stile di vita dei commissari e degli ostetrici.
- Personaggi: Troisi interpreta un accusato, Arena interpreta il commissario, Decaro interpreta l'ostetrico.
- Data: 1979[46]

### Dio
Troisi parla con Dio lamentandosi della propria situazione, contestandogli di avere sbagliato nella creazione del mondo e degli esseri viventi, menzionando l'abnorme obesità dell'ippopotamo, la postura della foca e il naso sproporzionato dell'elefante. Inoltre gli dice di non essere stato chiaro nello scrivere i dieci comandamenti.
- Personaggi: Troisi interpreta un uomo che parla con Dio.
- Data: 1979[48].

### La guerra
La storia si apre con Massimo, Lello ed Enzo intenti a partire per la guerra. Troisi, che all'inizio non vuole partire, si fa convincere. La scena cambia: i tre attori appaiono dietro una barricata. Troisi viene colpito da un proiettile. Prima di spirare Troisi, in un modo scherzoso, ricorda tutti gli scherzi che aveva inflitto a Lello e quest'ultimo si infuria e va via con Enzo. Troisi rimane solo sul palco chiedendo un segno per sapere se deve morire. Un colpo di proiettile lo colpisce e si accascia a terra.
- Personaggi: Troisi, Arena e Decaro interpretano tre soldati volontari.
- Data: 1979[50].

### Natività
Troisi è nelle vesti della moglie di un pescatore. A visitarla giungono Gabriele e il cherubino, che la scambiano per la Madonna, nell'attesa della nascita di Gesù. Troisi cerca di farli ragionare, ma alla fine saranno loro stessi a scoprire il grave errore commesso.
- Personaggi: Troisi interpreta la moglie di un pescatore che viene scambiata per la Madonna, Arena interpreta l'arcangelo Gabriele e uno dei "re" magi, precisamente quello che porta la mirra e, infine, Decaro interpreta il cherubino e Ponzio Pilato.
- Data: 1979[52].
- Ispirazione: Il personaggio dell'angelo Gabriele e la sua celebre esclamazione “Annunciazione! Annunciazione!” sono ispirati dal presbitero che insegnò religione a Troisi alle scuole elementari. Alfredo Cozzolino, grande amico di Troisi, ricordò così la fonte dell'ispirazione dell'amico: «Accadde poi che alle scuole elementari Massimo ebbe per insegnante un sacerdote "tutto d'un pezzo". Un omaccione grande e grosso, con una voce stentorea: ogni qualvolta si parlava di religione e dei tanti episodi del Vecchio e Nuovo Testamento, gridava a gran voce i passaggi fondamentali delle varie storie; tra essi vi era anche “Annunciazione! Annunciazione!”. Troisi, circondato da educatori religiosissimi, "esorcizzò" in qualche misura questa esperienza scolastica creando questo ad altri episodi dove, con molto tatto, scherzò sulla religione[53]». La vestaglia di Gabriele indossata da Arena durante lo sketch era la vestaglia della madre dell'attore e, attualmente, è custodita in un museo[54] .
- Polemiche: Lo sketch fu accusato di vilipendere la religione di Stato e il trio finì anche in tribunale[54].

### Il basso
Un'intervista di Enzo al signor Salvatore e un "professore" con vistosi segni di turbe psichiche. I tre parleranno delle questioni di Napoli e della fame del luogo. Lello (il professore) spiega che la risoluzione ai problemi è data dalla presenza di abbondante purea di patate nel Vesuvio.
- Personaggi: Troisi interpreta il signor Salvatore, Arena interpreta il "Professore della Cattedra di Psicologia Comportamentologia" e Decaro interpreta il giornalista.
- Data: 1979[56]
- Ispirazione: Nello sketch il personaggio del Signor Salvatore racconta che sua nonna gli faceva da piccolo le iniezioni. La donna, però, che era molto avanti con l'età e non ci vedeva bene, si faceva tutte le iniezioni sul dito. Lo sketch è ispirato a un fatto reale riguardante i nonni di Troisi. La nonna di Troisi iniettava a suo marito l'acqua distillata piuttosto che la medicina. La cosa divertente è che il nonno di Troisi, dopo avere ricevuto la medicina, diceva di sentirsi meglio.[57] Il purea di patate al posto della lava nel Vesuvio era stato sognato da Lello Arena e poi inserito nello sketch[11].

## Discografia
Album dal vivo
- 1978 - La smorfia
- 1979 - Nun Te Preoccupa', Nun Te Preoccupa'

## Critica

Il trio La Smorfia riceve il premio Alighiero Noschese nel 1980.

La critica ha sempre elogiato le abilità del trio, in particolare quelle del compianto Massimo Troisi. Osvaldo Perelli scrisse su La Notte del 24 ottobre 1979 «Massimo Troisi dev'essere nato con il palcoscenico incollato alle piante dei piedi».
Il giornalista Renato Palazzi scrisse sul Corriere della Sera (25 ottobre 1979): «Nello spettacolo c'è dentro un po' di tutto, dal monologo vagamente surreale alla stralunata invenzione del poveraccio che si finge animale per convincere Noè a salvarlo dal diluvio, dalla parodia dei dibattiti televisivi all'irresistibile trovata dell'arcangelo Gabriele che sbaglia l'indirizzo dell'Annunciazione. L'originalità del gruppo, a nostro avviso piuttosto notevole, sta nell'avere forzato i limiti un po' angusti del linguaggio meramente cabarettistico, attingendo ai repertori della farsa tradizionale e del teatro popolare partenopeo. Ne è nato insomma un singolare modo di fare spettacolo, che unisce l'ironia sofisticata della comicità plebea, i demenziali "tormentoni" alle brucianti riflessioni sulla Napoli di oggi».
Italo Moretti, in un'intervista del febbraio 1980, disse: «Raccontavano i mali della loro città, fanno il verso alle analisi spicciole dei sociologi, alla demagogia di una certa politica, ma non si fermano qui. I numerosi atti unici dello spettacolo escono spesso dai confini di Napoli. Si irride al mito dell'eroe ripreso dalla cinematografia americana degli anni Cinquanta. Si rappresentano i tabù della malattia mentale, si mette a nudo la debolezza del potere nel miniatto ambientato in un commissariato...».

### Polemiche
Nonostante un responso unanime da parte della critica lo sketch La Natività fu protagonista di enormi polemiche e scatenò le ire di numerose persone che denunciarono il trio accusandolo di «vilipendio alla religione di Stato». Arena ricordò così questo avvenimento: «Stupiti, non capivamo. Ma la situazione si risolse in maniera semplice: il giudice ci chiese: "Volevate vilipendere la religione di Stato?" No, era solo un pezzo comico. "Va bene, andate".». A seguito di queste pesanti critiche la Rai decise di chiudere nelle teche il filmato dell'Annunciazione, temendo altre possibili denunce. Qualche anno dopo fu Renzo Arbore a recuperarlo e farlo riemergere.